# Tesoro de Tod

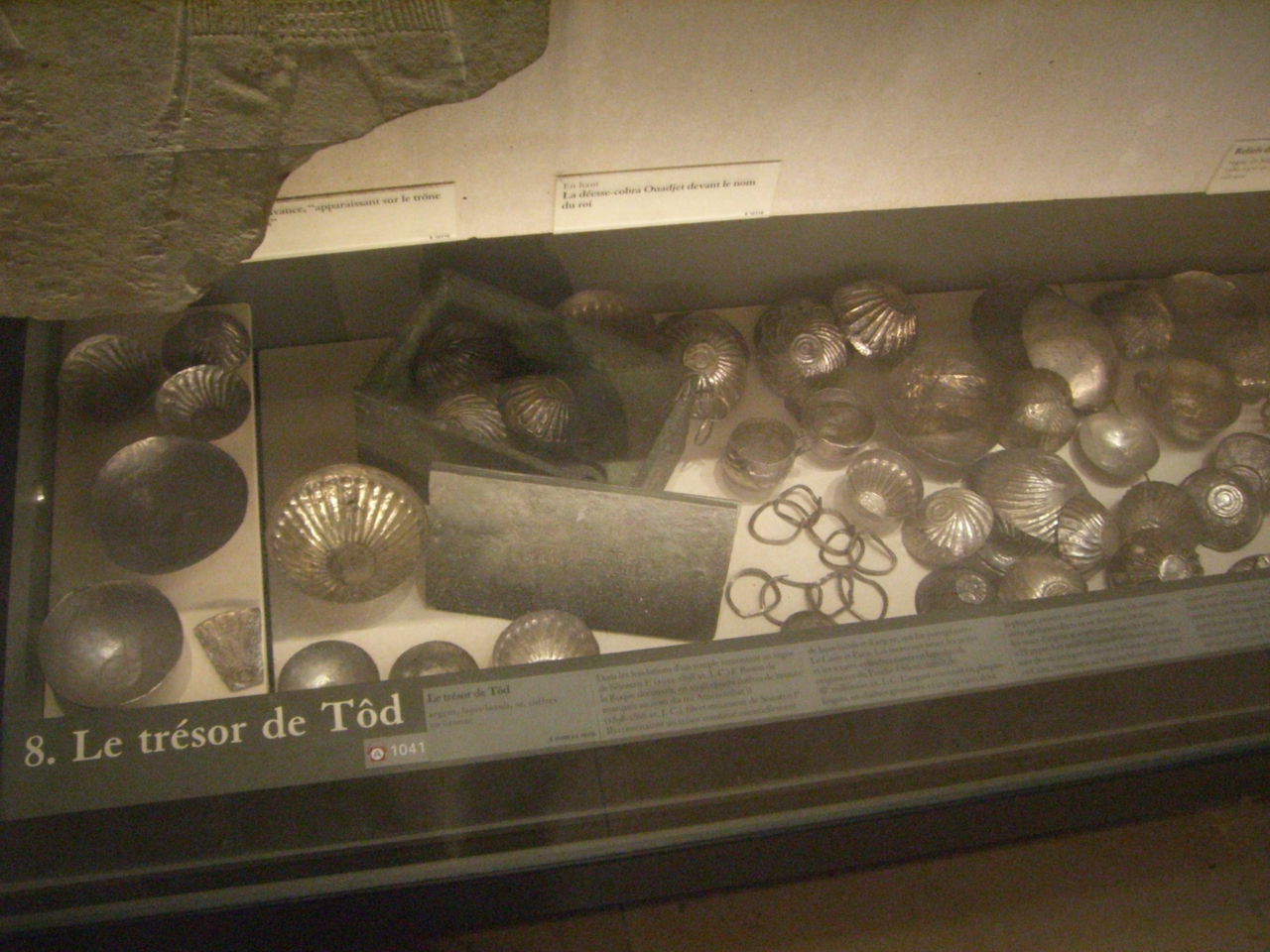
Tesoro de Tod. Louvre.

El Tesoro de Tod se denomina a cuatro cofres de cobre que contenían varios objetos de oro, plata y lapislázuli encontrados en el depósito de fundación del templo de Montu en Tod, Egipto. Los depósitos fueron datados en la época del faraón Amenemhat II, del Imperio Medio de Egipto.
Los objetos se encuentran repartidos entre el Museo del Louvre y el Museo Egipcio de El Cairo.